# Bazinghen
Bazinghen é uma comuna francesa na região administrativa de Altos da França, no departamento de Pas-de-Calais. Estende-se por uma área de 13,2 km². Em 2010 a comuna tinha 404 habitantes (densidade: 30,6 hab./km²).